# Ostrów Wielkopolski

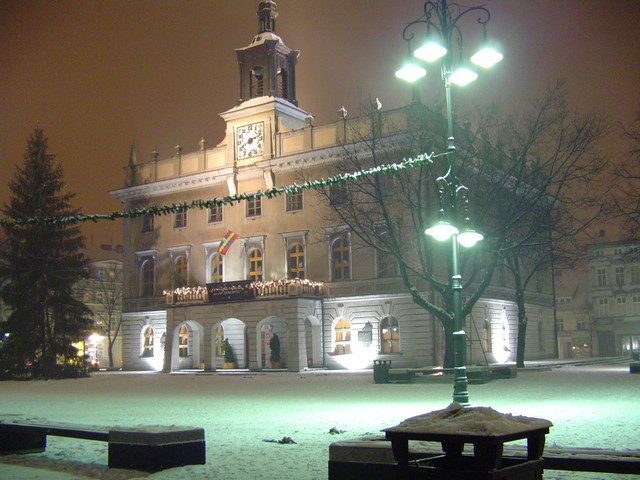
Gamla stadshuset

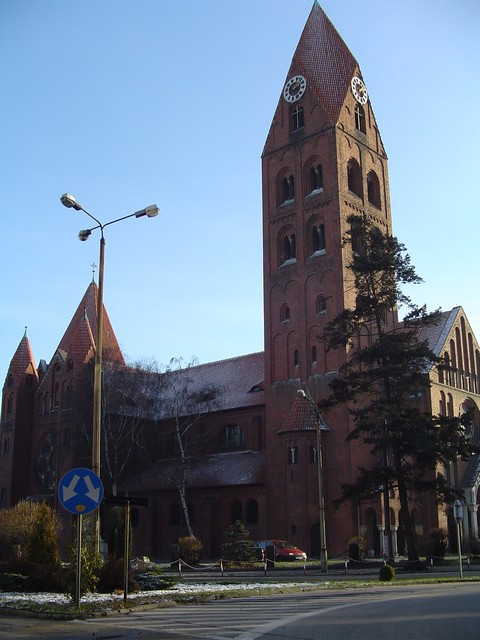
Katedralen

Ostrów Wielkopolski (ungefärligt uttal: ostruff vjelkopolski), (tyska Ostrowo), är en stad i västra Polen med 73 100 invånare (2005), belägen vid floden Olobok, 120 km sydost om Poznan. Staden är sedan 1999 huvudort i det administrativa distriktet Powiat ostrowski.